# Salvia sclareoides
Salvia sclareoides es una planta herbácea perteneciente a la familia de las lamiáceas.

## Descripción
Son hierbas perennes o bienales. Con tallos de hasta 50 cm de altura, erectos, simples o escasamente ramificados, peloso-glandulusos. Hojas en su mayoría basales, pecioladas, con limbo de hasta 10 (-20) x 7(-10) cm, de ovado a ovado-oblongo, bicrenado, cordado o truncado, pubescente. Inflorescencia simple o escasamente ramificada. Verticilastros distanciados, con 4-6 flores. Brácteas de 4-6 mm, más cortas que los cálices, anchamente ovadas, acuminadas, de márgenes no superpuestos, acompañadas de 4 bracteolas muy cortas, linear-lanceoladas. Pedicelos de 24 mm, erecto-patentes en la antesis, marcadamente recurvados en la fructificación. Cáliz de 7-12 mm, campanulado, bilabiado, con dientes espinosos, peloso-glandulosos. Corola de 13-20 mm, azul-violeta o purpúrea, rara vez blanca, pubescente, con labio superior falcado. Estambres con conectivo mucho más largo que el filamento, con rama anterior fértil mucho más larga que la posterior y posterior estéril algo más larga que el filamento, aplastada y más o menos rectangular. Núculas de 2-2,5 mm, obovoideas, algo comprimidas, punteadas. Florece y fructifica de abril a junio.

## Distribución y hábitat
Se encuentra en herbazales, ribazos, claros de bosques, en lugares con cierta humedad edáfica en margas o arcillas; a una altitud de 0-500 metros en la península ibérica. 

## Taxonomía
Salvia sclareoides fue descrita por Félix de Avelar Brotero y publicado en Fl. Lusit. 1 : 17 (1804)
Etimología
Ver: Salvia
Sinonimia
- Salvia baetica Boiss.
- Salvia bullata Vahl
- Salvia elongata Spreng.
- Salvia lusitanica Poir.
- Salvia pratensis var. bullata Briq.
- Salvia pratensis var. sclareoides (Brot.) Briq.
- Salvia sclareoides var. baetica (Boiss.) Figuerola
- Sclarea lusitanica Mill.[3][4]